# レオネット・カッピエロ
レオネット・カッピエロ（Leonetto Cappiello、1875年4月6日 - 1942年2月2日）はイタリア生まれでフランスで活躍した風刺画家、ポスター画家である。1930年にフランスに帰化した。 

## 略歴
イタリア、トスカーナ州のリヴォルノで生まれた。リヴォルノで学び20歳の時、イタリアで戯画集を出版した。1898年からパリに住み、漫画家として活動を始め、「ル・リール」、「ル・スリール」、「ラシエット・オ・ブール」、「Le Cri de Paris」などの雑誌に作品を掲載し、翌1899年に女優の戯画集 "Nos actrices, portraits synthétiques" を出版し、大きな成功を収めた。
1900年頃からポスター画家として活躍を始め、1930年代まで多くの作品を製作した。ヴォルテールの『バビロンの王女』やギヨーム・アポリネールの『虐殺された詩人』("Le Poète assassiné")などの書籍の挿絵の仕事もした。

## 作品

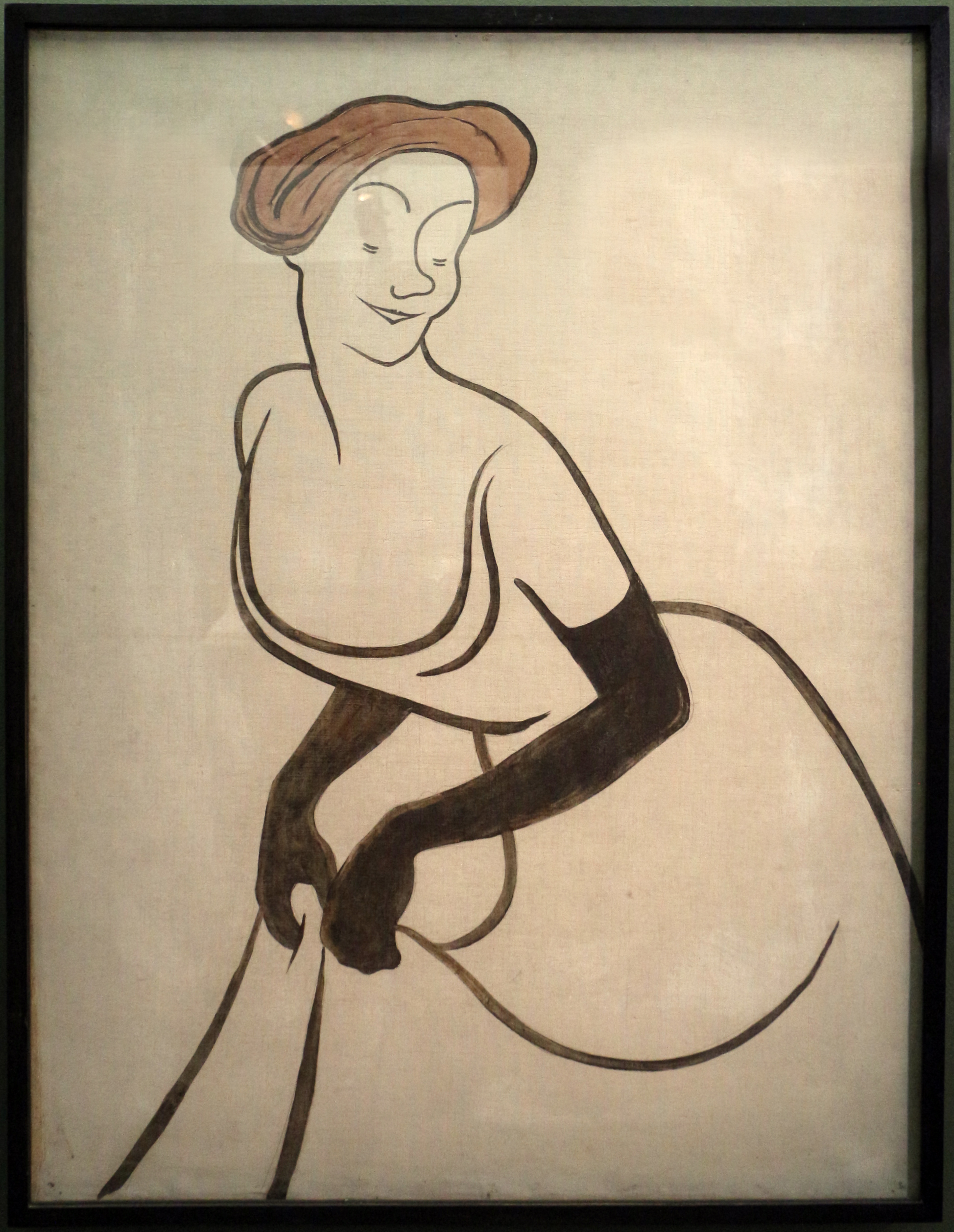
「イヴェット・ギルベール」(1899)
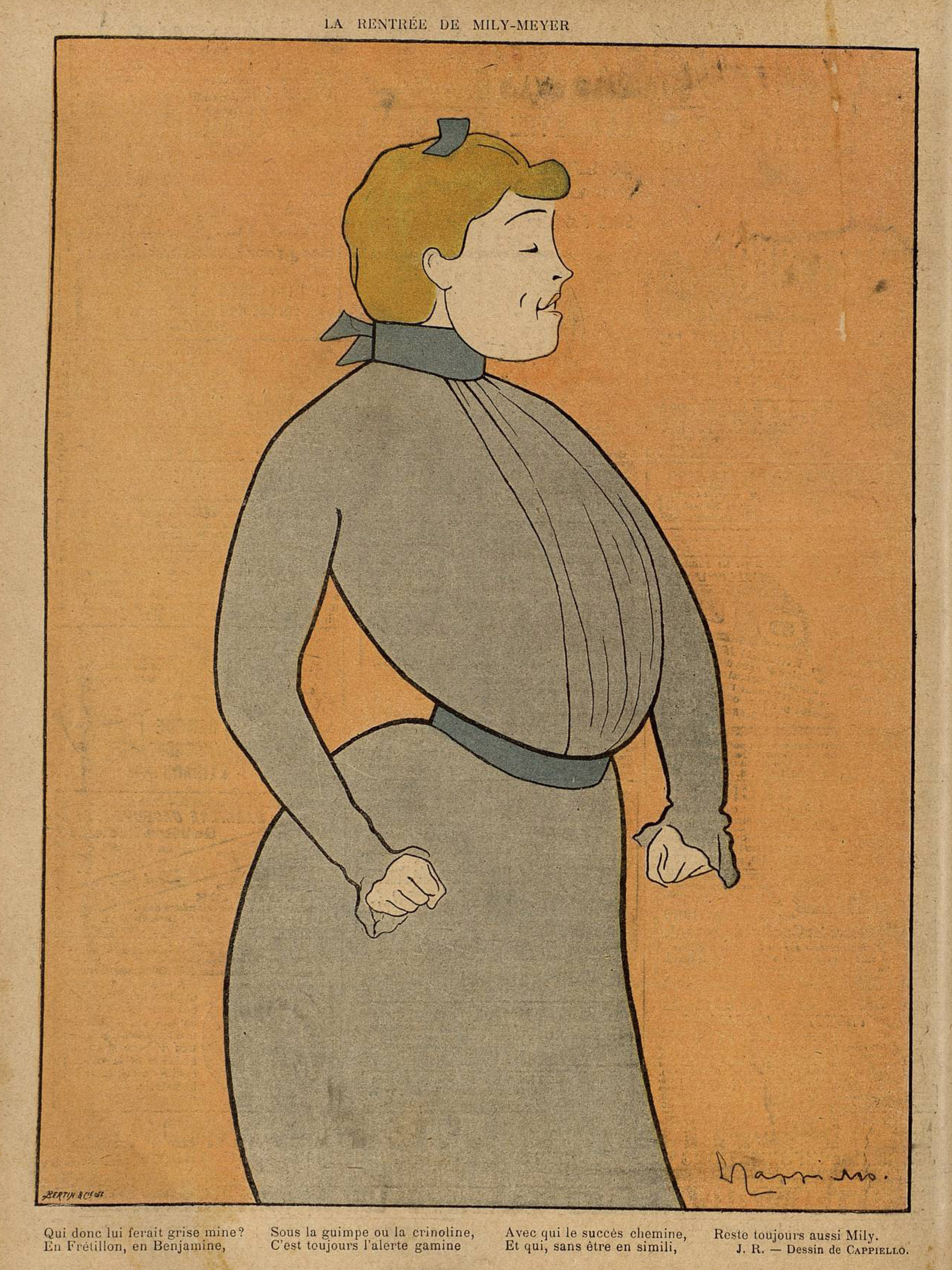
「Mily-Meyer」(1902)
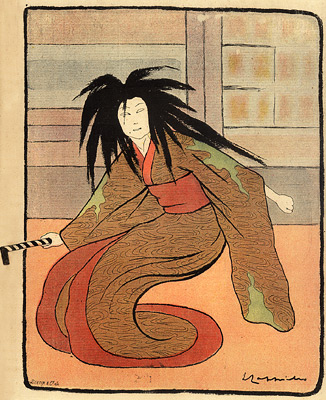
川上貞奴 (1900s)
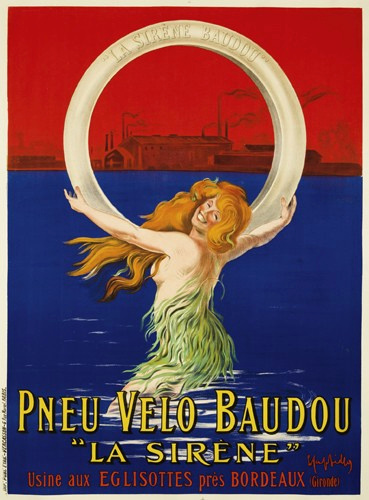
タイヤ会社のポスター(c.1910)
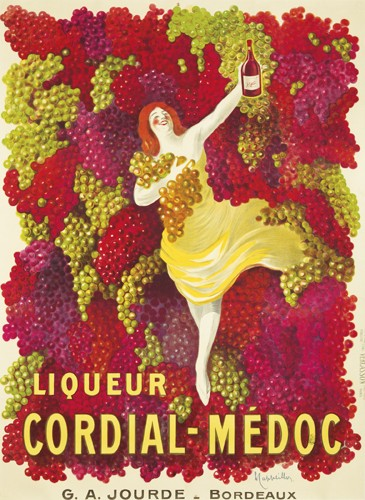
酒類のポスター(1904)
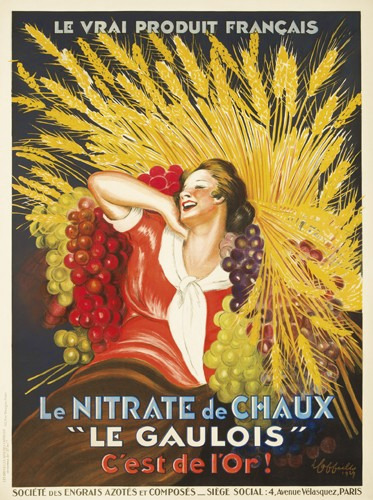
(1924)
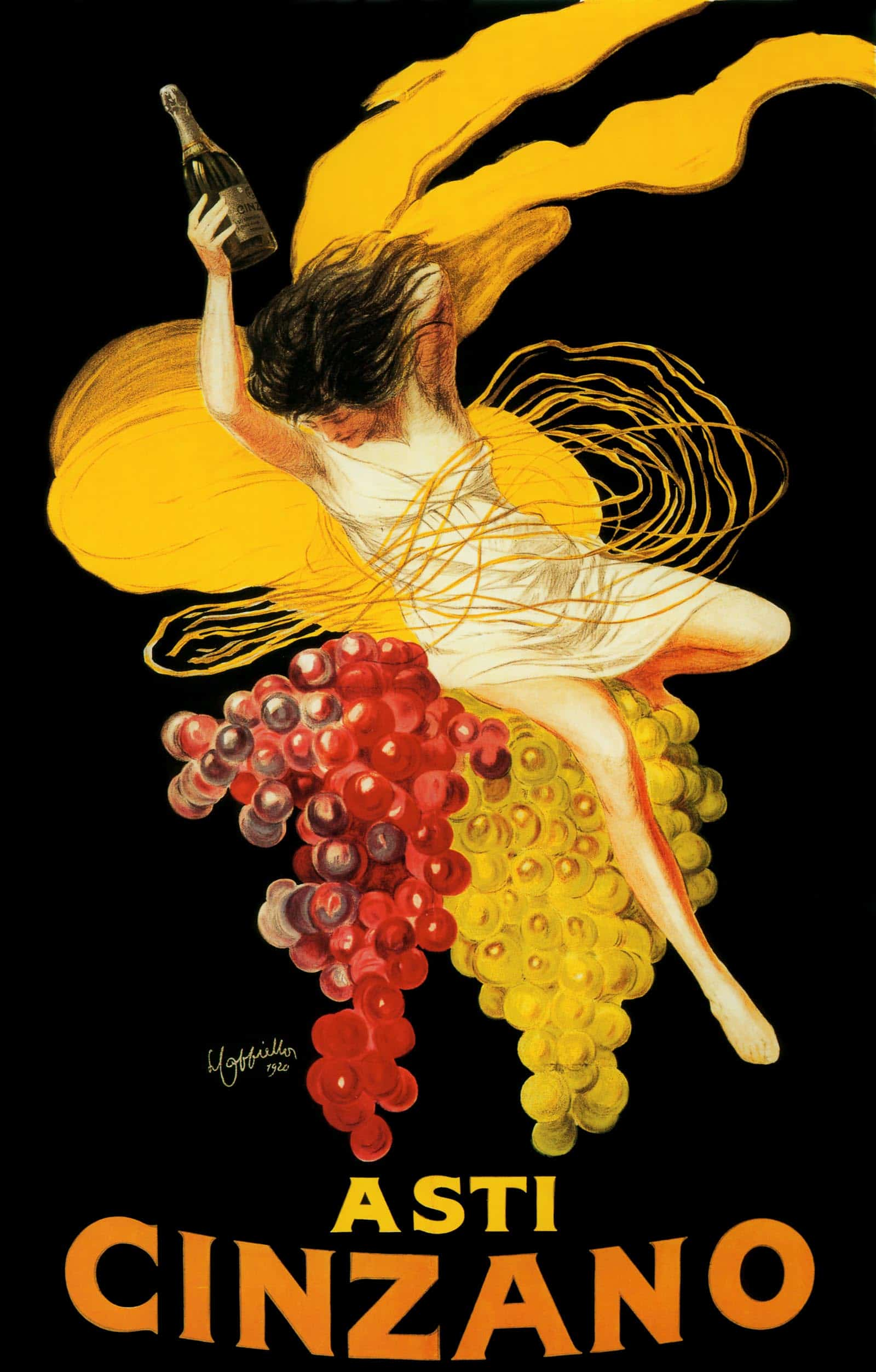
(c.1910)
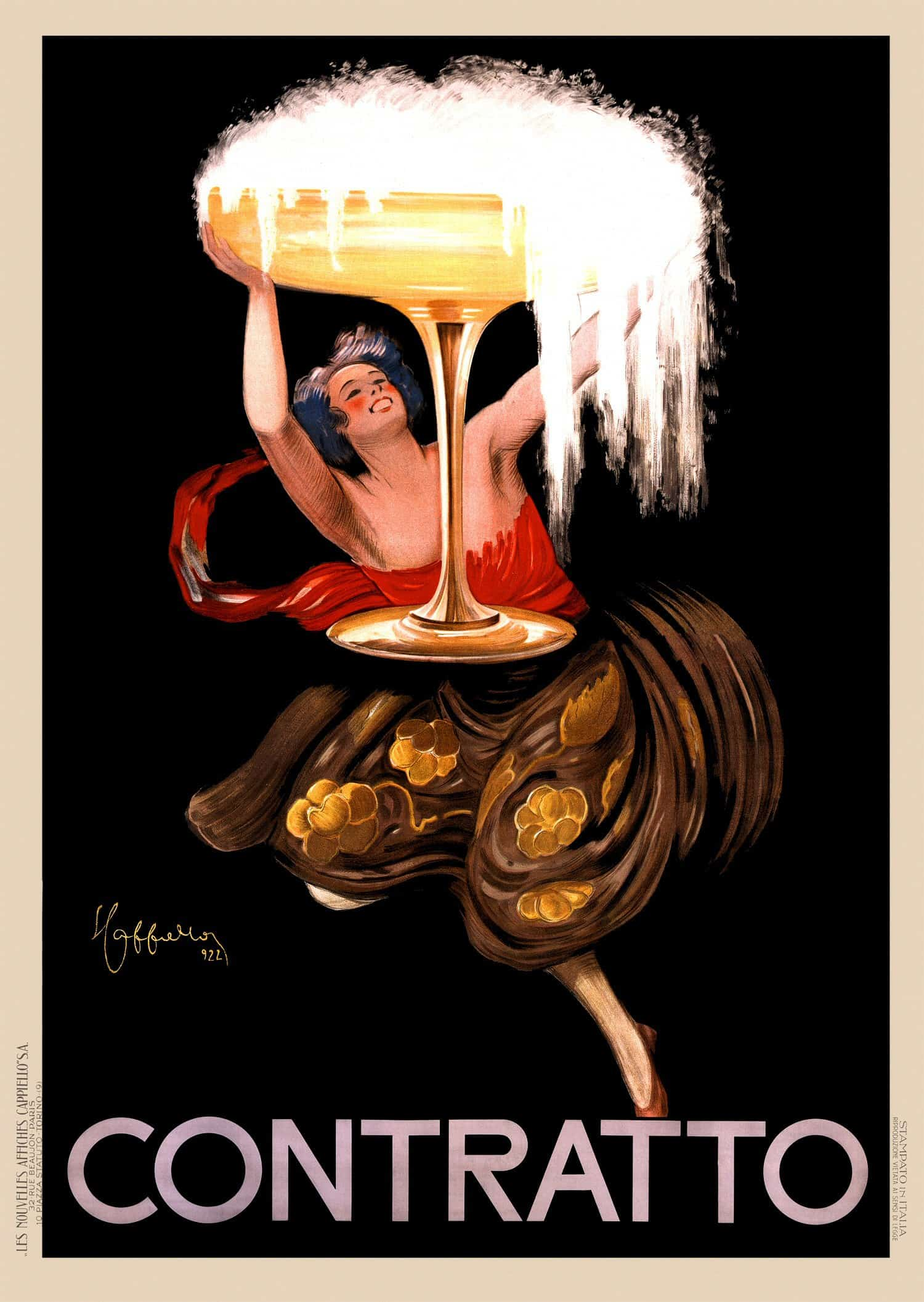
(1922)
(1916)
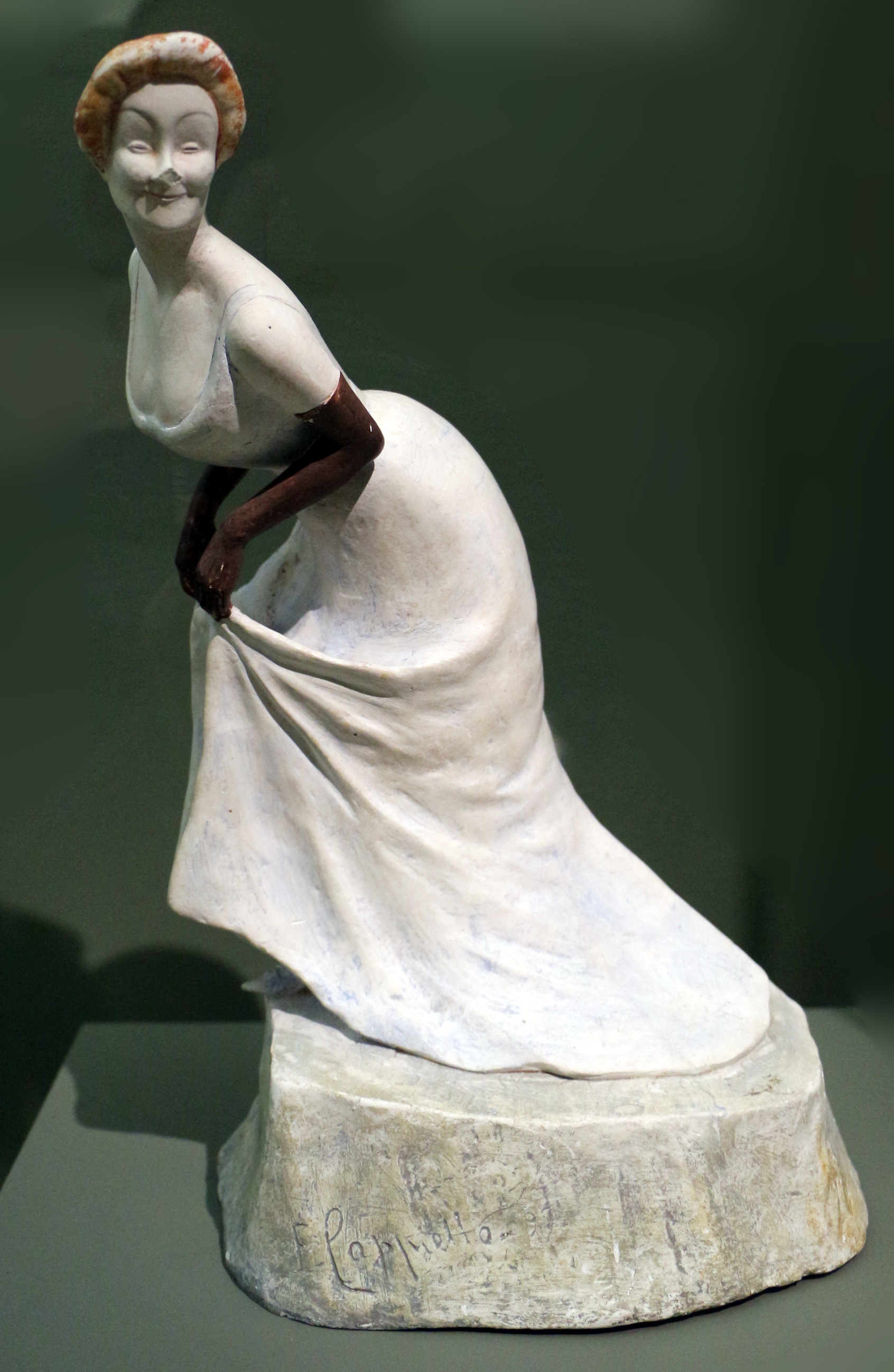
陶製作品